# 星雲説
星雲説（せいうんせつ、Nebular hypothesis）は、太陽の周囲を回る星間物質が固まって惑星ができたという説である。1970年代までは対する説として潮汐説が存在していた。
基本的には、星間ガス、チリなどが原始太陽系星雲を作り、太陽の生成過程で、軌道上の星間物質が個々に固まり惑星となったものとしている。
現在、多くの惑星誕生の説はこれに基づいたものが主流となっている。